# Lars Ulrich
Lars Ulrich (Gentofte, 26 de diciembre de 1963) es un músico danés, conocido principalmente por ser el baterista, compositor y cofundador de la banda estadounidense Metallica.
Nació el 26 de diciembre de 1963 en Gentofte (Dinamarca), en el seno de una familia de clase media-alta. Siendo un prodigio del tenis en su juventud, Ulrich se trasladó a Los Ángeles, California, a la edad de dieciséis años para seguir con su educación, pero en vez de seguir jugando al tenis, decidió dedicarse a la batería. Después de publicar un anuncio en un periódico local de Los Ángeles, The Recycler, conoció a James Hetfield.
Su forma de tocar es muy variada, y va desde los ritmos sencillos de rock del disco Metallica (1991), hasta las complejas y rápidas partes en muchos de las canciones de los discos más pesados de Metallica, como Master of Puppets (1986), Ride the Lightning (1984) o ...And Justice for All (1988).

## Biografía
Hijo del tenista profesional Torben Ulrich, ya en sus primeros años viajó por todo el mundo por la dedicación familiar al tenis. El gusto por la música lo adquirió de su padre: la pasión de Torben Ulrich, además de las pistas de tenis, era la música de vanguardia, la cual transmitió a su hijo, desde el saxofonista de jazz Ornette Coleman hasta Jimi Hendrix.
En febrero de 1973, a los nueve años, Lars asistió a su primer concierto para ver a Deep Purple en Copenhague. Este momento crucial le influyó notablemente en su gusto por la música pesada. Pero su padre deseaba que siguiera su camino: el tenis, por lo cual su educación estaba centrada en aquel deporte, llegando a ser uno de los mejores tenistas en Dinamarca en categorías juveniles, ubicado por momentos entre el puesto 10 y 15 del ranking, lo cual era promisorio para una carrera de este tipo, sin embargo, la música era una pasión demasiado fuerte. En sus juegos se imaginaba como baterista aporreando con unos palos unas cajas de cartón a modo de batería imitando a sus ídolos John Bonham de Led Zeppelin, Ian Paice de Deep Purple y Roger Taylor de Queen.
En 1976, «después de rogar 50 mil veces de rodillas a su abuela», esta le regaló su primera batería. Lars quería de inmediato tocar con un grupo, pero su padre le aconsejó paciencia: «Trata primero de tomar lecciones del instrumento», a lo que Lars replicó: «Yo puedo aprender en 10 días. Siempre he vivido para esto».
Lars Ulrich se metió de lleno a escuchar a los grupos de la Nueva Ola del Heavy Metal Británico (New Wave Of British Heavy Metal) (NWOBHM), como Iron Maiden, Diamond Head, Motörhead y Black Sabbath, Fist -sus favoritos-, entre otros.
En 1979 su padre lo inscribió en una famosa academia de tenis en Florida (EE. UU.), la cual él consideraba su «prisión de tenis». Al año siguiente toda su familia se trasladó desde Dinamarca a New Port Beach en Los Ángeles. Allí su pasión por el heavy metal se hizo manifiesta.
La contradicción vital entre ser tenista profesional o dedicarse a la música era una incógnita constante. Cuando viajó a Europa se reencontró con la música de sus favoritos, Diamond Head, e incluso permaneció un tiempo con la banda, y en Dinamarca conoció a grupos locales de heavy metal. Cuando retornó a Los Ángeles había decidido su destino: la música.
En esos días conoció al guitarrista del grupo Anvil Chorus, Kurdt Vanderhoof, de San Francisco, quien lo instó a sumarse a su banda, pero Lars deseaba permanecer en Los Ángeles.
Ulrich creó el sello The Music Company en 1998, distribuido por Elektra, en el cual han firmado los canadienses DDT; los texanos Goudie; Systematic de Oakland, California y Brand New Inmortals, entre otros.
De las presentaciones sin Metallica que ha hecho, se recuerda una con Kirk Hammett y Kid Rock en el Tonight's Show de Jay Leno y el evento Grand Slam Jam, torneo de tenis y concierto en el que Ulrich jugó dobles con John McEnroe contra la pareja formada por Jim Courier y el bajista de R.E.M., Mike Mills, y contra Andre Agassi y el jardinero derecho de los Yankees, Paul O' Neill. Después de los enfrentamientos, Ulrich en la batería, McEnroe en la guitarra y voz, Mills en los teclados y Courier en la otra guitarra, se divirtieron tocando Sweet Home Alabama de Lynyrd Skynyrd, Johnny B. Goode de Chuck Berry, Purple Haze de Jimi Hendrix y Welcome to Hell de Venom entre otras, durante más de hora y media.
En una entrevista a The Quietus en verano de 2008 Ulrich destaca la importancia del criticado álbum St. Anger para la situación actual de la banda: «Sé que las personas no creen que sea un buen álbum, lo comprendo y lo respeto. Sé que la gente lo encuentra muy difícil. Pero lo que yo tengo es un 100% de certeza de que si no fuese por St. Anger, Death Magnetic no sonaría del modo que suena. St. Anger tenía que suceder: la gente puede no ver nada apreciable musicalmente en él, lo cual respeto, pero por lo menos hay que respetar la existencia de St. Anger. No tengo ningún arrepentimiento respecto a él, sino que estoy orgulloso; orgulloso de que tuvimos el valor de ver más allá de él, ya que si no fuese por habernos reinventado completamente durante el proceso de composición de St. Anger, no solo no habría Death Magnetic, sino que seguramente James Hetfield estaría en Nashville tocando música country, yo estaría produciendo películas y Kirk Hammett estaría de tour con Joe Satriani, y tal vez nunca hubiéramos conocido a Robert".

## Vida privada
Ulrich se ha casado en tres ocasiones. Su primer matrimonio fue en 1988 con Debbie Jones, una mujer británica que conoció en la gira, pero se divorciaron en 1990 debido a la ausencia constante de Ulrich mientras estaba de gira y la grabación del Black Album. Su segundo matrimonio fue con Skylar Satenstein, una médica de emergencias, de 1997 a 2004. Tuvieron dos hijos, Myles (n. 5 de agosto de 1998) y Layne (n. 6 de mayo de 2001). Satenstein fue la inspiración para "Skylar", el interés amoroso de Will Hunting (Matt Damon) en la película Good Will Hunting, pues Satenstein y Damon coincidieron en la universidad. Ulrich y Satenstein se divorciaron en marzo de 2004.
El periódico danés Nordjyske reportó que Lars Ulrich fue captado en el aeropuerto de Aalborg, ubicado al norte de Dinamarca, junto a su nueva novia, la actriz Connie Nielsen, popular por su aparición en Gladiator. El diario informó que la pareja presumiblemente viajó a la tierra natal de ambos para visitar a los padres de Nielsen. La pareja tiene un hijo, de nombre Bryce Thadeus Ulrich-Nielsen, nacido el 21 de mayo de 2007.
En 2015 se casó con la modelo Jessica Miller.
Ulrich es un coleccionista de arte. Su padre, Torben, también era muy aficionado del arte y la pintura, por lo que Ulrich creció rodeado de arte y música, y ambos han sido siempre una parte de su vida. Después de la fundación de Metallica, comenzó a visitar los museos y galerías de arte durante los largos períodos de Tour con la banda. En una entrevista de 2002 Ulrich dijo: "Sentí que podía perderme en el arte y alejarme del mundo de la música. Se convirtió en mi gran escondite".
En 2008, en una entrevista con Stereo Warning, dijo: "Tuvimos arte en toda la casa cuando yo estaba creciendo. Ha sido mi pasión por 20-25 años. Es una zona donde puedo ir y ser yo mismo. No se trata de estar en Metallica o de ser el baterista en una banda de rock. Me aceptan por lo que soy en los círculos artísticos. Me encanta ir a los espacios y galerías de artistas y casas de subastas. Es genial porque no tiene absolutamente nada que ver con Metallica. Es mi lugar de refugio".
Cuando él y el resto de Metallica fueron introducidos en el Rock and Roll Hall of Fame, Ulrich fue el primer danés en recibir el honor.
En cuanto a su afición musical por otras bandas, Ulrich ha declarado en varias ocasiones que es "el más grande fan de U2" ("the hughest fan of U2"). De hecho, en diciembre de 2009 seleccionó para la revista Rolling Stone el álbum No Line on the Horizon como uno de los 25 mejores discos de la década, y definió el tema "Moment of Surrender" como la mejor canción de la década. También eligió a "Vertigo" dentro de las 25 mejores.

## Cultura popular
La participación de Ulrich en el conflicto con Napster fue parodiado en Christian Rock Hard, un episodio de la satírica serie animada de televisión South Park. En el episodio, los niños se les enseña que es "malo" descargar música ilegalmente porque multimillonarios como Ulrich ahora tienen que esperar un poco más para comprar cosas extravagantes como un tanque de tiburones para poner junto a la piscina de su mansión (también, cuando Kyle tiene su "epifanía semanal" y proclama que las bandas deben ser de la música, los artistas reaccionan con "estamos por el dinero", asintiendo con la cabeza con Ulrich). El episodio es el 9 titulado Not a Big Deal de la temporada 7. Otras referencias pueden encontrarse en la canción de Weird Al Yankovic Don't Download This Song" y la canción de MC Lars "Hurricane Fresh". De este conflicto con Napster se derivó su apodo "Lar$".
Lars hizo una breve aparición en el DVD en vivo de Linkin Park, Live in Texas, vestido como un hombre conejo de puños verdes durante su interpretación de "From The Inside".
Lars aparece, junto con los demás miembros de Metallica, en la película The Darwin Awards. Se retrata a sí mismo en un concierto cuando dos de los personajes de la película están implicados en un accidente cuando la banda actúa en el escenario. Lars también ha hecho apariciones en las películas de Flight 666, Global Metal y Get Him to the Greek.
Lars también aparece con Metallica en el episodio de la temporada 18 de Los Simpsons titulado The Mook, the Chef, the Wife and Her Homer. Ha realizado presentaciones en los programas de televisión Who Wants to Be a Millionaire? y The Rachel Maddow Show.
En 2011 apareció en la película para TV Hemingway & Gellhorn en el papel del director "Joris Ivens".

## Discografía

### ConMetallica
- 1983: Kill 'Em All
- 1984: Ride the Lightning
- 1986: Master of Puppets
- 1987: The $5.98 E.P.: Garage Days Re-Revisited
- 1988: ...And Justice for All
- 1991: Metallica
- 1993: Live Shit: Binge & Purge
- 1996: Load
- 1997: ReLoad
- 1998: Garage Inc.
- 1999: S&M
- 2003: St. Anger
- 2008: Death Magnetic
- 2009: Français Pour Une Nuit
- 2009: Orgullo, Pasión y Gloria: Tres Noches en la Ciudad de México
- 2010: The Big 4 Live From Sofia, Bulgaria
- 2011: Lulu
- 2011: Beyond Magnetic
- 2013: Metallica: Through the Never
- 2016: Hardwired... to Self-Destruct
- 2020: S&M²
- 2023: 72 Seasons

### Sencillos
| Año  | Canción                     | Billboard Hot 100 | Mainstream Rock Tracks | Modern Rock Tracks | UK singles chart | Álbum                                   |
| ---- | --------------------------- | ----------------- | ---------------------- | ------------------ | ---------------- | --------------------------------------- |
| 1983 | "Whiplash"                  | -                 | -                      | -                  | -                | Kill 'Em All                            |
| 1983 | "Jump in the Fire"          | -                 | -                      | -                  | -                | Kill 'Em All                            |
| 1983 | "Seek and Destroy"          | -                 | -                      | -                  | -                | Kill 'Em All                            |
| 1984 | "Fade to Black"             | -                 | -                      | -                  | -                | Ride the Lightning                      |
| 1984 | "Creeping Death"            | -                 | -                      | -                  | -                | Ride the Lightning                      |
| 1985 | "For Whom the Bell Tolls"   | -                 | -                      | -                  | -                | Ride the Lightning                      |
| 1986 | "Master of Puppets"         | -                 | -                      | -                  | -                | Master of Puppets                       |
| 1986 | "Battery"                   | -                 | -                      | -                  | -                | Master of Puppets                       |
| 1986 | "Welcome Home (Sanitarium)" | -                 | -                      | -                  | -                | Master of Puppets                       |
| 1988 | "Eye of the Beholder"       | -                 | -                      | -                  | -                | ...And Justice for All                  |
| 1988 | "Harvester of Sorrow"       | -                 | -                      | -                  | -                | ...And Justice for All                  |
| 1988 | "...And Justice for All"    | -                 | -                      | -                  | -                | ...And Justice for All                  |
| 1989 | "One"                       | 35                | 15                     | -                  | 13               | ...And Justice for All                  |
| 1991 | "Enter Sandman"             | 16                | 10                     | 28                 | 5                | Metallica                               |
| 1991 | "Don't Tread On Me"         | -                 | 21                     | -                  | -                | Metallica                               |
| 1991 | "The Unforgiven"            | 35                | 10                     | -                  | 15               | Metallica                               |
| 1992 | "Nothing Else Matters"      | 34                | 11                     | -                  | 6                | Metallica                               |
| 1992 | "Wherever I May Roam"       | 82                | 25                     | -                  | 25               | Metallica                               |
| 1992 | "Sad But True"              | 98                | 15                     | -                  | 20               | Metallica                               |
| 1996 | "Until It Sleeps"           | 10                | 1                      | 27                 | 5                | Load                                    |
| 1996 | "Ain't My Bitch"            | -                 | 15                     | -                  | -                | Load                                    |
| 1996 | "Hero of the Day"           | 60                | 1                      | -                  | 17               | Load                                    |
| 1996 | "Mama Said"                 | -                 | -                      | -                  | 19               | Load                                    |
| 1997 | "King Nothing"              | 90                | 6                      | -                  | -                | Load                                    |
| 1997 | "Bleeding Me"               | -                 | 6                      | -                  | -                | Load                                    |
| 1997 | "The Memory Remains"        | 28                | 3                      | -                  | 13               | ReLoad                                  |
| 1998 | "The Unforgiven II"         | 59                | 2                      | -                  | 15               | ReLoad                                  |
| 1998 | "Fuel"                      | -                 | 6                      | -                  | 31               | ReLoad                                  |
| 1998 | "Better Than You"           | -                 | 7                      | -                  | -                | ReLoad                                  |
| 1998 | "Turn the Page"             | -                 | 1                      | 39                 | -                | Garage Inc.                             |
| 1999 | "Whiskey in the Jar"        | -                 | 4                      | -                  | 29               | Garage Inc.                             |
| 1999 | "Die, Die My Darling"       | -                 | 26                     | -                  | -                | Garage Inc.                             |
| 2000 | "Nothing Else Matters '99"  | -                 | -                      | -                  | -                | S&M                                     |
| 2000 | "No leaf clover"            | 74                | 1                      | 18                 | -                | S&M                                     |
| 2000 | "I Disappear"               | 76                | 1                      | 11                 | 35               | Mission: Impossible II Soundtrack       |
| 2003 | "St. Anger"                 | 76                | 2                      | 17                 | 9                | St. Anger                               |
| 2003 | "Frantic"                   | -                 | 21                     | 22                 | 16               | St. Anger                               |
| 2004 | "The Unnamed Feeling"       | -                 | 28                     | -                  | 42               | St. Anger                               |
| 2004 | "Some Kind of Monster"      | -                 | 19                     | 40                 | -                | St. Anger                               |
| 2007 | "The Ecstasy of Gold"       | -                 | 21                     | -                  | -                | We All Love Ennio Morricone             |
| 2008 | "Remember Tomorrow"         | -                 | 32                     | -                  | -                | Maiden Heaven: A Tribute To Iron Maiden |
| 2008 | "The Day That Never Comes"  | 31                | 1                      | 5                  | 19               | Death Magnetic                          |
| 2008 | "My Apocalypse"             | 67                | 38                     | -                  | 51               | Death Magnetic                          |
| 2008 | "Cyanide"                   | 50                | 35                     | -                  | 49               | Death Magnetic                          |
| 2008 | "The Judas Kiss"            | 112               | -                      | -                  | 79               | Death Magnetic                          |
| 2008 | "The Unforgiven III"        | 114               | -                      | -                  | 120              | Death Magnetic                          |
| 2008 | "All Nightmare Long"        | 114               | -                      | -                  | 120              | Death Magnetic                          |
| 2009 | "Broken, Beat & Scarred"    | -                 | -                      | -                  | -                | Death Magnetic                          |

## Equipamiento
Ulrich utiliza Baterías Tama (donde él es uno de los pocos bateristas que tienen su propio diseño de batería personalizada), Platillos Zildjian y parches Remo. Es raro verlo sin estas marcas en el escenario. Se sabe que utiliza una mezcla de marcas para grabar álbumes de estudio, entre las que se encuentran: tambores Ludwig, tambores Gretsch y platillos Sabian. Ulrich usó durante un tiempo baquetas Regal Tip, pero cambió a Easton Ahead en 1994. La fabricante de baterías Tama ha producido dos redoblantes Lars Ulrich personalizadas, una con carcasa de acero (con acabado de imitación diamante) y otra de latón de campana que en la actualidad es el tambor más caro de Tama en su catálogo regular. Ambos tambores son de medida 14x6.5".
Equipo actual en el M72 World Tour de Metallica (2023-presente)
- Tambores – Tama Starclassic Maple, LU Yellow.[7]
  - 10×8" Tom de Aire
  - 12×10" Tom de Aire
  - 16×14" Tom de Piso
  - 16×16" Tom de Piso
  - 22×16" Bombo (×2)
  - 14×6,5" Lars Ulrich Signature Snare Drum (Caja)
    - Nota: Ulrich usa la caja Lars Ulrich Signature LU1465 Black diamont limited edition en vivo (diamante negro), pero utiliza tanto la LU1465 y LU1465BB (campana) en el estudio, dependiendo el sonido que quiera obtener.

- Platillos – Zildjian[8]
  - 14" Z Custom Dyno Beat Hi-Hats
  - 19" A Custom Projection Crash
  - 18" A Custom Projection Crash
  - 17" A Custom Projection Crash (x2)
  - 18" Oriental China Trash
  - 20" Oriental China Trash
    - Note: Ulrich ocasionalmente utiliza un 20" A Custom Ping Ride en vivo.

- Parches - Remo
  - Toms - Coated Emperor | Ebony Ambassador
  - Bass - Clear Powerstroke Pro | Ebony Powerstroke 3
  - Snare - Coated Controlled Sound | Clear Hazy Ambassador

- Hardware - Tama y Drum Workshop
  - Tama Iron Cobra Power-Glide Single Pedal (×2)
  - Tama Iron Cobra Lever-Glide Hi-Hat Stand
  - Tama Roadpro Cymbal Stand w/Counterweight (×3)
  - Tama Roadpro Cymbal Stand (×2)
  - Tama Roadpro Double Tom Stand
  - Tama Roadpro Snare Stand
  - Tama Cymbal Holder (×2)
  - Tama Multi-Clamp (×2)
  - Tama Hi-Hat Attachment
  - Tama Ergo-Rider Drum Throne
  - DW Drop-Lock Hi-Hat Clutch

- Otros
  - Ahead Lars Ulrich Signature 16-1/4" length, .595" diameter